# Bantice
Bantice (in tedesco Panditz) è un comune della Repubblica Ceca facente parte del distretto di Znojmo, in Moravia Meridionale.